# Tony MacAlpine
Tony MacAlpine (n. Tony Jeff MacAlpine, 29 de agosto de 1960, en Springfield, Estados Unidos) es un guitarrista estadounidense que mezcla elementos del metal neoclásico y el jazz.
Además de la guitarra eléctrica es también pianista, por lo que se ha encargado de grabar el mismo todos los sonidos de teclados de sus discos solistas.
Junto a Yngwie J. Malmsteen, Vinnie Moore y otros músicos ha sido uno de los pioneros del mencionado metal neoclásico.

## Carrera

### Inicios
Nacido en la localidad de Springfield, Massachusetts, Estados Unidos, Tony estudió piano clásico y violín desde los 5 años en el Conservatorio de su ciudad natal, asistiendo luego al Hartt College.
MacAlpine se dio a conocer en 1986 con un primer álbum en solitario titulado Edge of Insanity, disco de heavy metal donde despuntaba su guitarra de corte virtuoso. En 1987 lanzó su álbum más aclamado y el más vendido hasta la fecha: Maximum Security. Eyes of the World, lanzado en 1990, contenía un sonido más comercial que sus anteriores trabajos, tratando de emular el sonido hard rock que proliferaba en la época. Sin embargo la experimentación duró poco, ya que su cuarto álbum, Freedom to Fly (1992) representó la vuelta al sonido neoclásico que caracteriza el estilo musical de Tony.

### Años noventa
En la década de los noventa lanzó al mercado algunos discos instrumentales: Madness (1993), Premonition (1994), Evolution (1995) y Violent Machine (1996). Para su último disco de esa década, Master of Paradise (1999), MacAlpine asumió el rol de vocalista, cantando en casi todas las canciones del álbum. Después del lanzamiento de Chromaticity en el 2001, Tony tomó un receso en la grabación de álbumes como solista y realizó algunas colaboraciones con otros artistas, por ejemplo tocando la guitarra y los teclados en la banda de Steve Vai, con quien ha participado en el G3.

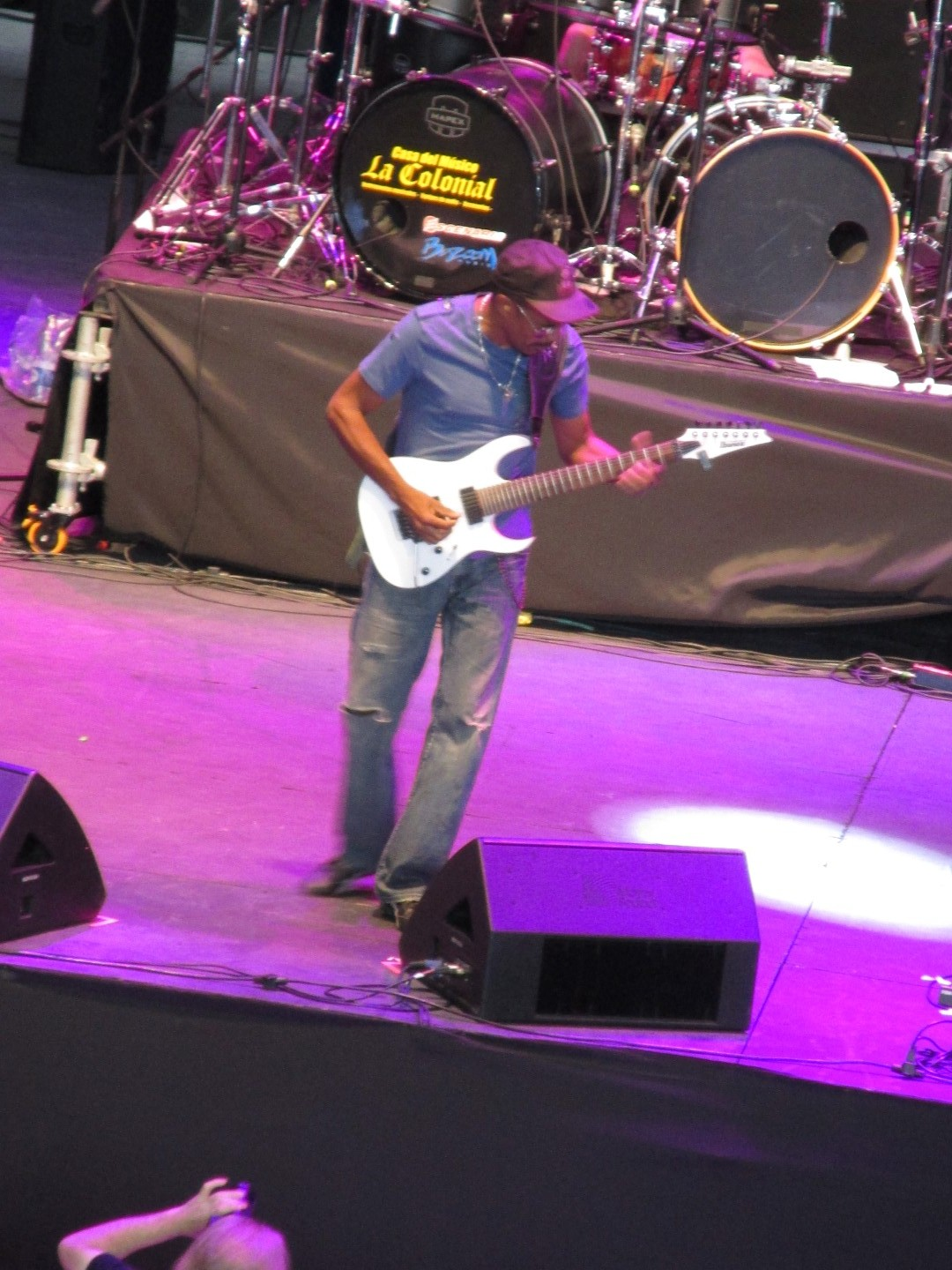
Tony MacAlpine en Bogotá, Colombia, en el marco del festival Metal Millenium de 2014.

A lo largo de su carrera MacAlpine ha formado parte de proyectos diversos, como la banda de metal progresivo Planet X (con Derek Sherinian y Virgil Donati), Devil's Slingshot, un grupo instrumental de Jazz fusión (también junto a Donati y Sherinian), CAB (MacAlpine, Brunel, Chambers), o el proyecto M.A.R.S (con Tommy Aldridge, Rob Rock y Rudy Sarzo), entre otros, amén de gran número de participaciones y colaboraciones como artista invitado o sesionista.

### Nuevo Milenio
En 2007 MacAlpine fue parte de la gira que marcó el regreso a la actividad musical del icono pop francés Michel Polnareff, tour de tres meses durante el cual se presentó ante una 500.000 personas.
El año 2012 colaboró junto a los músicos Billy Sheehan, Mike Portnoy y Derek Sherinian en una gira a través de Europa y Asia. Al año siguiente lanzaron un disco y DVD titulado PSMS: Live in Tokyo, el cual registra un concierto que realizaron el 14 de noviembre de 2012 en aquella ciudad asiática.

### Actualidad
En mayo de 2015 lanza al mercado su álbum Concrete Gardens. Luego de programar su gira mundial que abarcaría Norteamérica, Europa, Asia y Australia, es diagnosticado con cáncer de colon, lo que lo obliga a posponer sus actividades musicales. Algunos de sus amigos (Steve Vai, Zakk Wylde, John 5, Mike Portnoy, Billy Sheehan y Derek Sherinian) programan un concierto en beneficio de Tony, para recaudar fondos para su tratamiento.

## Discografía
Solista:
- 1986: Edge of Insanity
- 1987: Maximum Security
- 1990: Eyes of the World
- 1992: Freedom to Fly
- 1993: Madness
- 1994: Premonition
- 1995: Evolution
- 1996: Violent Machine
- 1997: Live Insanity (en vivo)
- 1999: Master of Paradise
- 2001: Chromaticity
- 2011: Tony MacAlpine
- 2015: Concrete Gardens
- 2017: Death of Roses

Con M.A.R.S.
- 1986: Project: Driver

Con Planet X
- 2000: Universe
- 2002: Live from Oz (en vivo)
- 2002: MoonBabies

Con Steve Vai
- 2003: Live at the Astoria, London
- 2004: G3: Live in Denver
- 2005: G3: Live in Tokyo

Con CAB
- 2000: CAB
- 2001: CAB 2
- 2003: CAB 4
- 2008: Theatre de Marionnettes

Con Ring of Fire
- 2003: Dreamtower
- 2004: Burning Live in Tokyo (en vivo)
- 2004: Lapse of Reality

Con Devil's Slingshot
- 2007: Clinophobia

Con Seven the Hardway
- 2010: Seven the Hardway

### Otras colaboraciones
- 1986: Mind's Eye – Vinnie Moore
- 1987: Out of the Sun – Joey Tafolla
- 1998: The Quest – Damir Simic Shime
- 1999: The Maze – Vinnie Moore
- 1999: VK3 – Vitalij Kuprij
- 2000: Ring of Fire – Mark Boals
- 2002: Edge of the World – Mark Boals
- 2010: On Revolute – Dave Weiner
- 2011: Oceana – Derek Sherinian
- 2012: Plains of Oblivion – Jeff Loomis